# Villalba de los Llanos
Villalba de los Llanos es un municipio y localidad española de la provincia de Salamanca, en la comunidad autónoma de Castilla y León. Se integra dentro de la comarca del Campo de Salamanca (Campo Charro). Pertenece al partido judicial de Salamanca.
Su término municipal está formado por las localidades Cuarto de Arriba, Cuarto del Medio, Maza de San Pedro, Monte Abajo, Monte Alto, Negrillos y Villalba de las Llanos, ocupa una superficie total de 36,78 km² y según el INE, en el año 2017 contaba con 137 habitantes.
Los municipios cercanos son: Matilla de los Caños del Río, Vecinos, Carrascal del Obispo, Robliza de Cojos.
La actividad económica más importante es la ganadería vacuna de carne, de raza morucha, ganadería de toro de lidia y el cerdo ibérico.
La vivienda unifamiliar que predomina en el casco urbano es de una y dos plantas con cubierta de teja. Las edificaciones se han desarrollado en torno a la iglesia.

## Símbolos

### Escudo
El escudo heráldico que representa al municipio fue aprobado el 5 de marzo de 1991 con el siguiente blasón:

«Escudo Cuartelado: 1 y 4 de gules, y castillo de oro aclarado de azul; 2 y 3 de plata, una cruz floronada de púrpura; cargado en abismo de un escudón de azul con una reja de plata. Va timbrado con la Corona Real Española»
Boletín Oficial de Castilla y León nº 100 de 28 de mayo de 1991

## Geografía
El municipio está atravesado por un arroyo que nace en Cortos de la Sierra a unos 2 km al norte yendo por la carretera SA-205 hacia Vecinos (a mano izquierda). En los mapas actuales se llama arroyo Negrillos, otro nombre por el que se le conoce es Huelmos. Este arroyo es afluente del Arroyo del Huerto Viejo (el que pasa por Matilla). Se juntan los dos arroyos cerca de Linejo. Negrillo es otro nombre del olmo (Ulmus minor). 
La longitud entre el nacimiento del Negrillos y su desembocadura es de 16,5km. Entre el nacimiento y Villalba hay 11,7km.
El arroyo suele estar seco de julio a septiembre. El arroyo Negrillos es afluente del Río Huebra, que desemboca en el Duero cerca de Saucelle, en la frontera con Portugal.

### Núcleos de población

#### Monte Abajo
En el núcleo de población Monte Abajo (468 ha) es una de las dos fincas dedicadas a la crianza de toro de lidia de la ganadería de Juan Luis Fraile.

#### Monte Alto
Esta es una finca de 403 Ha situada al oeste del término municipal. Ocupa parte del polígono 2 y 3. Está atravesada de norte a sur por la carretera SA-304.

#### Maza de San Pedro
Es uno de los núcleos de población de Villalba de los Llanos. El nombre anterior de este poblado es San Pedro de la Maça. Maça era el nombre del arroyo que en la actualidad se conoce como Negrillos. Aunque no cabe descartar que Maza venga de un posible artilugio hidráulico instalado en el río que movido por el agua hiciera ruido. Los artefactos hidráulicos de golpeo (maza) se usaron para el tratamiento de pieles, paños, lino, hierro etc.
Actualmente es una finca ganadera (679Ha) con viviendas unifamiliares en las que hay censados 5 habitantes. 

#### Negrillos
Es un núcleo de población situado al suroeste del término municipal. Para llegar hay que ir a Vecinos y continuar por la carretera SA-210 en dirección Tamames 2,8km, luego hay que tomar un camino que sale a la derecha (3,4 km). Viniendo por la carretera desde Carrascal del Obispo hay 4 km desde el cruce con la carretera SA-210 hasta el camino que lleva a Negrillos.
La distancia directa entre Villalba y Negrillos es de 5km, pero no hay carretera ni camino que los unan directamente. Hay dos trayectos posibles:
- Por Carrascal del Obispo: 15 km
- Por Vecinos : 18 km.

Negrillos está situado en el polígono 6 cuya superficie es de 690 ha. Este polígono 6 tiene dos partes, la mayor y situada hacia el oeste, que se llama también Negrillos es de 508 ha. La otra parte está situada al este, se llama La Angostura y tiene 182 ha.

## Historia
Los romanos dejaron vestigios en la población cercana de la Maza de San Pedro y en Negrillos. Hay dos calzadas romanas que pasaron por Villalba: la calzada Vieja y la Serrana.
La reconquista de Villalba de los Llanos fue realizada por el rey Alfonso VI de León en la Edad Media, siendo posiblemente repoblado con riojanos, denominándose entonces Garcivelasco, denominación que se cambió en el siglo XV por el de Villalba.
Garciguelasco (Villalba) y la Maza de San Pedro fueron propiedad de Gómez de Benavides.
Enrique Enríquez de Sevilla era un noble establecido en Salamanca y su familia extremeña había perdido influencia desde el reinado de Enrique II. Enríquez se casó con María la Brava, vecina de Villalba. Enrique desacatando el mandato del concejo de Salamanca, permutó la propiedad de Garciguelasco y la Maza de San Pedro por las aldeas de Aldeanueva y Lache. El cambio de propiedad tuvo lugar en 1442 o en 1463. Inmediatamente se cambió el nombre de Garciguelasco a Villalba de los Llanos, además se la otorgó el título de Villa convirtiéndose en el centro de su zona.

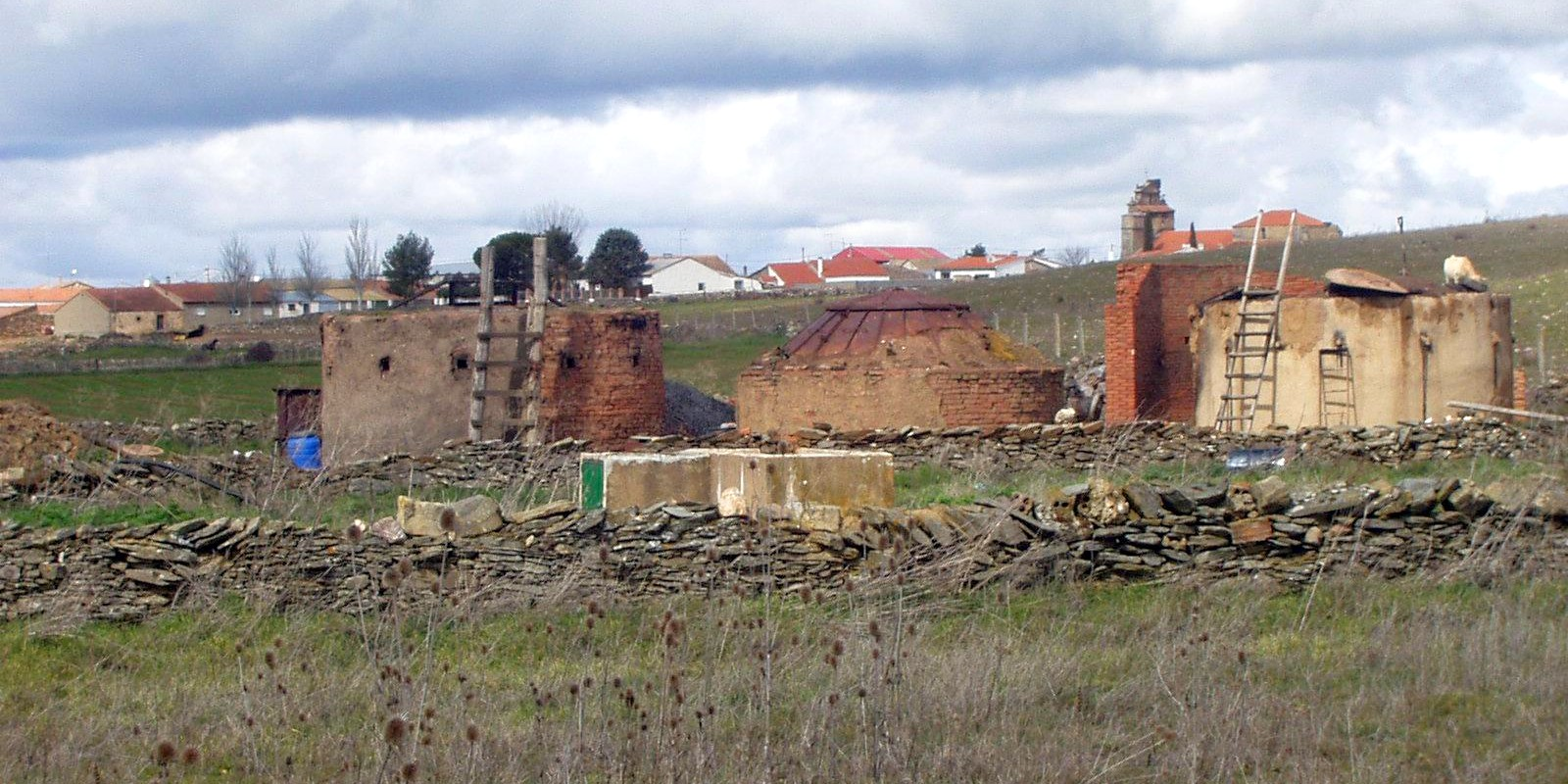
Las Hospitalas, Carbonera.

El 26 de julio de 1454, Enrique Enríquez y su mujer fundaron un mayorazgo con sus bienes en Villalba de los Llanos por otorgamiento de Juan II.
María La Brava se llamaba María Rodríguez de Monroy nació en Plasencia en la casa de las Dos Torres, hija de Hernán Pérez de Monroy. Su madre fue Isabel de Almaraz. Fue la novena de los doce hermanos, cinco varones y siete hembras. Casada con Enrique Enríquez fue señora de Villalba de los Llanos y tuvo dos hijos con Enrique: Luis y Pedro a los que llamaban los Enríquez y una hija. El matrimonio perteneció al bando salmantino de Santo Tomé. En la plaza de los Bandos de Salamanca construyeron una casa hacia 1485 con el escudo de los Enríquez de Sevilla
El episodio más conocido de la La Guerra de los Bandos tiene como protagonista a María la Brava. La ciudad de Salamanca era el escenario de una guerra entre dos bandos cuyo origen estuvo en la guerra sucesoria entre Pedro I y Enrique II acabada en 1369 con la muerte de Pedro I. La nobleza de Salamanca se dividió en partidarios de uno u otro contendiente. Acabada la guerra la división se mantuvo. En 1390 durante el reinado de Juan I hay constancia de la existencia de los dos bandos.
- Bando de la iglesia de San Benito. (Enrique II: Maldonado, Manzanos etc.) . Agrupaba además las parroquias de San Martín, San Julián, Sancti Spìritus, San Cristóbal, Santa Eulalia, San Mateo, La Magdalena, iglesia de San Juan de Barbalos, Santa María de los Caballeros.
- Bando de la iglesia de Santo Tomé. (Pedro I: Tejedas, Enríquez, Solís, Rodríguez de Sevilla). Agrupaba además a La Cátedra, San Isidro, San Benito, San Blas, San Juan de Alcázares, San Adrián, San Justo, Santo Tomás, San Román y 'San Cebrián y San Polo'. La iglesia de Santo Tomé ya no existe, estaba en la actual plaza de los Bandos y estaba frente a la Casa de doña María la Brava.

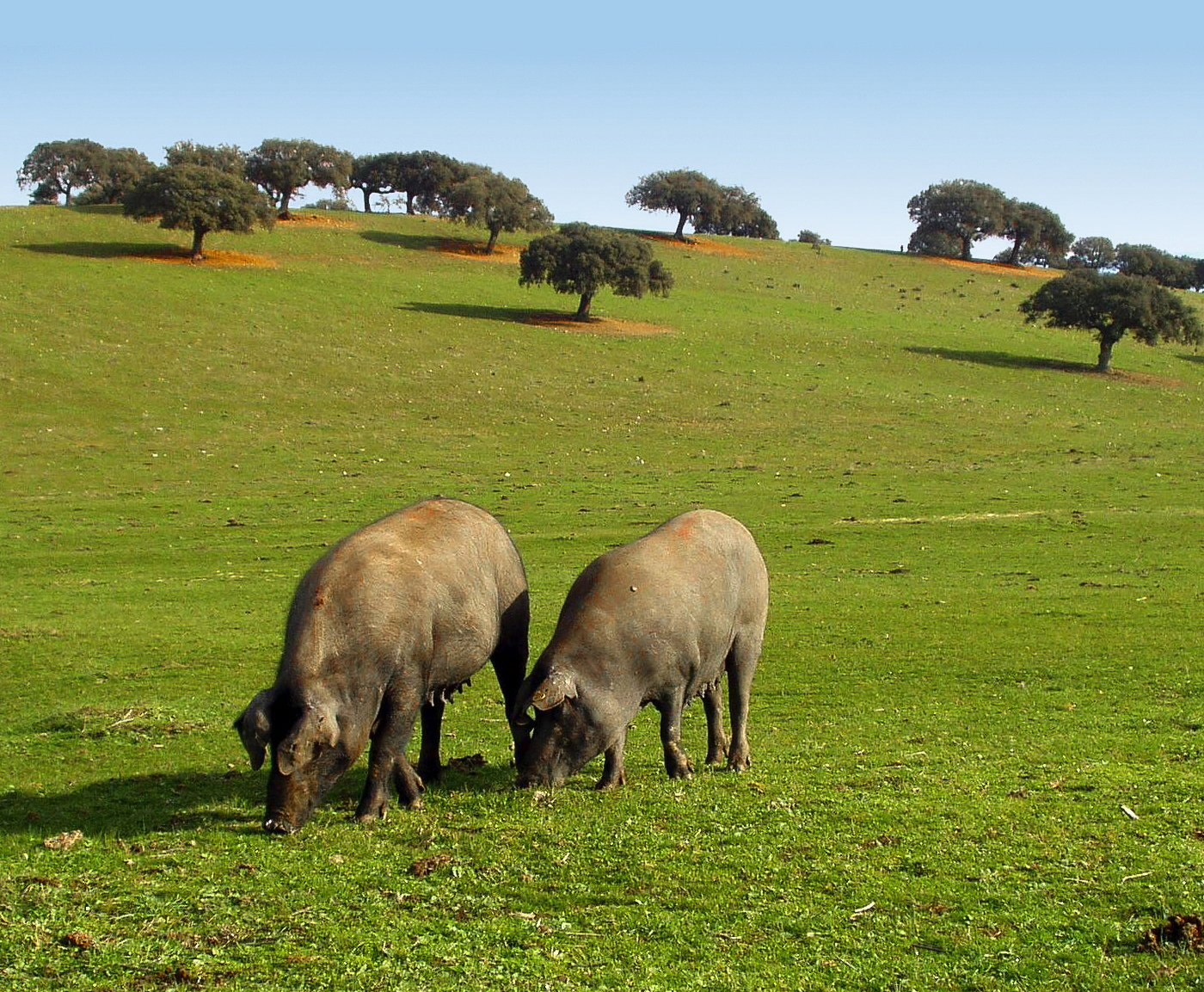
Cerdos ibéricos.

Entre los territorios de los Bandos se creó una tierra de nadie, que corresponde a la plaza del Corrillo, y que se llamaba por entonces del Corrillo de la Hierba, porque la hierba crecía al no ser pisado el suelo por nadie. En este lugar en 1465 hubo una reyerta durante un juego de pelota en la que inicialmente murió el más joven de los hijos de María La Brava a manos de los hermanos Manzanos (Bando de San Benito). Temiendo la venganza del hermano mayor, se escondieron y esperaron a que llegase el hermano mayor para matarlo.
Al tener noticia del asesinato de sus dos hijos, María La Brava ya viuda, partió a caballo con 20 hombres armados en persecución de los asesinos de sus hijos. María los capturó en un pueblo llamado Iglesias cerca de Viseo (Portugal), los decapitó, hizo una entrada triunfal en Salamanca y arrojó sus cabezas sobre la sepultura de sus hijos que estaba en la iglesia de Santo Tomé. 
Por supuesto, con esto la guerra se enconó durante más tiempo. La lucha entre los bandos duró bastantes años más. Finalizó por mediación del agustino San Juan de Sahagún. La paz se firmó el 30 de septiembre en 1476. La plaza de la Concordia de Salamanca conmemora el final de la contienda. La casa donde se hizo la firma tiene una lápida conmemorativa con la siguiente inscripción latina "Ira odium generat concordia nutrit amorem"
Con la creación de las actuales provincias en 1833, Villalba de los Llanos quedó encuadrado en la provincia de Salamanca, dentro de la Región Leonesa.

## Geografía humana

### Demografía
Cuenta con una población de 110 habitantes (INE 2024).
| Gráfica de evolución demográfica de Villalba de los Llanos entre 1842 y 2021                                          |
| |
| Población de derecho según los censos de población del INE. Población de hecho según los censos de población del INE. |

Según el Instituto Nacional de Estadística, Villalba tenía, a 31 de diciembre de 2018, una población total de 133 habitantes, de los cuales 75 eran hombres y 58 mujeres. De Respecto al año 2000, el censo refleja 195 habitantes, de los cuales 107 eran hombres y 88 mujeres. Por lo tanto, la pérdida de población en el municipio para el periodo 2000-2018 ha sido de 62 habitantes, un 32% de descenso.
El municipio se divide en siete núcleos de población. De los 133 habitantes censados en 2018, 119 corresponden a Villalba de los Llanos, 5 a Negrillos, 5 a Monte Alto, 2 a Monte Abajo, 1 a Cuarto del Medio y 1 a Maza de San Pedro. Cuarto de Arriba figura como despoblado.

## Monumentos y lugares de interés
La iglesia de la Asunción es el edificio más importante, su estilo es románico. Está en la plaza El Toral. En el acceso al altar Mayor se alberga la tumba donde estuvo enterrada Dª María Rodríguez de Monroy junto con los restos de otros señores de Villalba. En la losa de la tumba hay una inscripción y el escudo de los Enríquez. La sepultura estuvo cercada por unas rejas en el altar mayor. El 14 de julio de 1880 se abrió la sepultura. María la Brava es el personaje histórico más reconocido de Villalba. Su nombre era Doña María Rodríguez de Monroy y participó en la guerra de los Bandos de Salamanca. Hay una plaza con este nombre en el centro de Salamanca. La que fue casa de los señores de Villalba es la actual sede el ayuntamiento y muestra un blasón de los Enríquez.

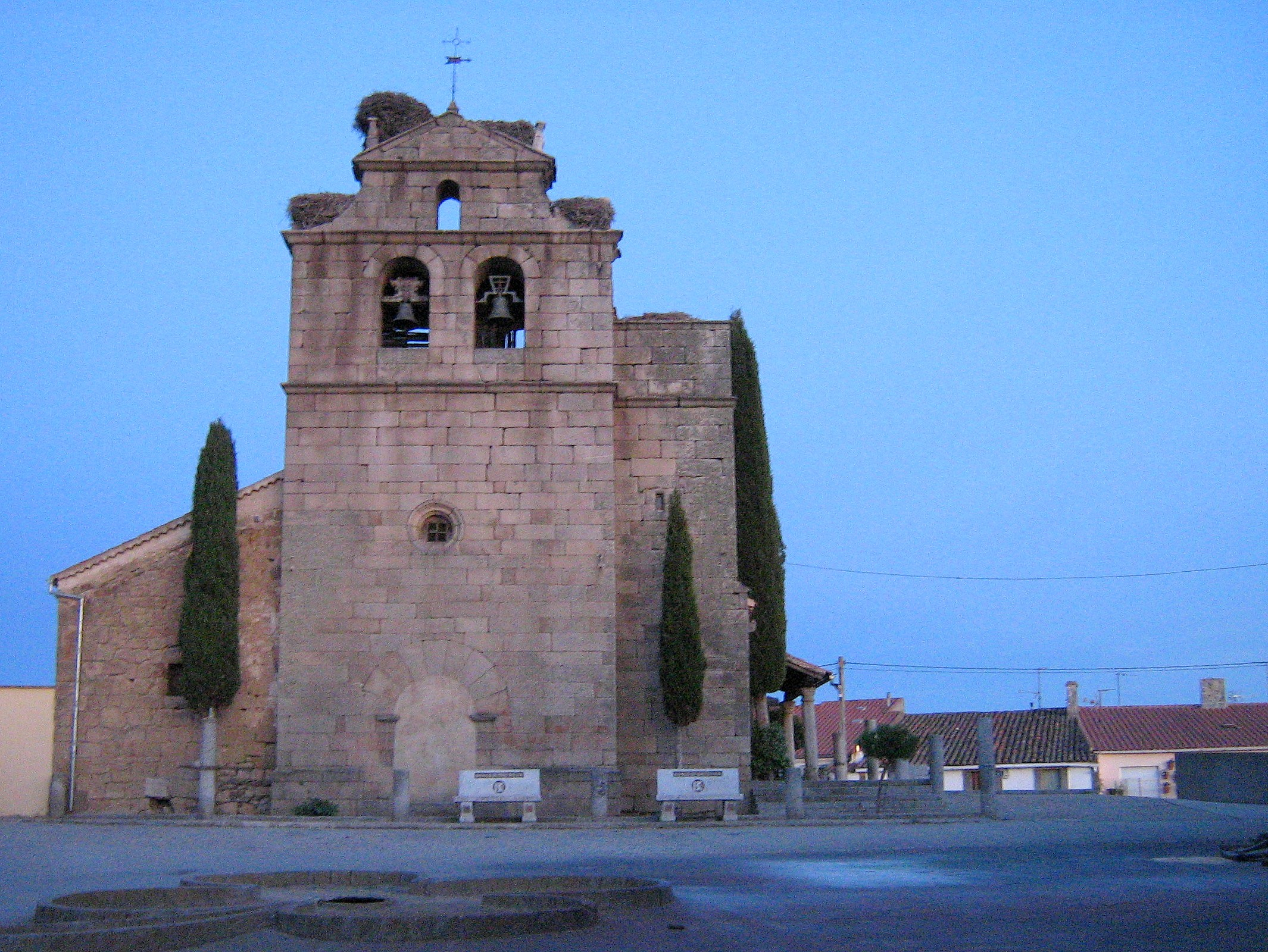
Iglesia de la Asunción

## Cultura
Las dos fiestas principales son:
- 24 de junio: San Juan
- 29 de septiembre: San Miguel Arcángel

Las costumbres típicas coinciden con las del resto del Campo de Salamanca: La matanza, las vaquillas, el hornazo, la Semana Santa, y el Carnaval.

## Administración y política
| Partido político                         | 2019  | 2019  | 2019       | 2015  | 2015  | 2015       | 2011  | 2011  | 2011       | 2007  | 2007  | 2007       | 2003  | 2003  | 2003       |
| Partido político                         | %     | Votos | Concejales | %     | Votos | Concejales | %     | Votos | Concejales | %     | Votos | Concejales | %     | Votos | Concejales |
| Partido Popular (PP)                     | 45,83 | 44    | 4          | 51,04 | 49    | 4          | 55,65 | 64    | 4          | 51,13 | 68    | 4          | 51,35 | 76    | 4          |
| Partido Socialista Obrero Español (PSOE) | 40,63 | 39    | 1          | 19,79 | 19    | 1          | 17,39 | 20    | 1          | 28,57 | 38    | 1          | 34,46 | 51    | 1          |
| Unión del Pueblo Salmantino (UPSa)       | —     | —     | —          | —     | —     | —          | —     | —     | —          | 15,79 | 21    | 0          | 3,38  | 5     | 0          |